# Gerencséri-ér
A Gerencséri-ér a Vértesben, Komárom-Esztergom vármegyében, a Gerencsérvártól mintegy 1,5 km-re délkeletre ered. Az ér másik neve a Fekete-víz. A vár mellett a patakon egykoron egy zsilippel ellátott gát segítségével egy felduzzasztott tó volt, melyet a patak vize táplált. A gát egyik szárnya 80 méter hosszú, a másik 60 méter hosszú. A zsilip ma már nem létezik és a tó vize is elfolyt. Az egykori tó területe 110*100 m volt, azaz 11 000 m² (1,1 hektár). A patak vize innentől a völgy vonalát követve, északnyugati irányban folyik.